# Elói Roggia
Elói Roggia, SAC (Faxinal do Soturno, 16 de setembro de 1942) é um sacerdote palotino e bispo católico brasileiro. É bispo prelado emérito de Borba, no Amazonas.

## Biografia
Elói Roggia ingressou no noviciado da Congregação dos Palotinos em 1963, no dia 2 de fevereiro de 1965 emitiu seus votos religiosos. Foi ordenado padre no dia 19 de dezembro de 1971, em Caiçara, pelas mãos de Dom Bruno Maldaner.
O Papa Bento XVI nomeou Padre Elói Roggia para assumir a função de bispo prelado de Borba no dia 3 de maio de 2006. No dia 14 de julho do mesmo ano, na  Paróquia São Vicente Pallotti, em Palotina,  foi ordenado bispo, pelas mãos de Dom Anuar Battisti, Dom Francisco Carlos Bach e Dom Gutemberg Freire Régis, CSSR.
Em 20 de setembro de 2017 foi aceito seu pedido de renúncia e ele se tornou bispo emérito de Borba.